# Saint-Brevin-les-Pins
Saint-Brevin-les-Pins es una comuna francesa situada en el departamento de Loira Atlántico, en la región de Países del Loira. Tiene una población estimada, en 2019, de 14 287 habitantes.
Está hermanada con el pueblo murciano de Santomera.

## Demografía
| 986                       | 913 | 1 162 | 1 079 | 1 023 | abs. | 944 | 980 | 1 026 | 1 047 | 1 085 | 1 159 | 1 188 | 1 215 | 1 202 | 1 204 | 1 348 | 1 566 | 1 641 | 1 872 | 1 964 | 2 318 | 2 760 | 3 117 | 3 387 | 6 008 | 7 087 | 7 357 | 8 008 | 8 614 | 8 582 | 8 688 | 9 594 | 12 055 | 14 287 |
| (Fuente: INSEE y Cassini) |     |       |       |       |      |     |     |       |       |       |       |       |       |       |       |       |       |       |       |       |       |       |       |       |       |       |       |       |       |       |       |       |        |        |